# Kristýna Žofie Východofríská
Kristýna Žofie Východofríská (16. března 1688, Bayreuth – 31. března 1750, Rudolstadt) byla kněžna ze Schwarzburgu-Rudolstadtu.

## Život
Narodila se 16. března 1688 v Bayreuthu jako dcera knížete Kristiána Eberharda Východofríského a Eberhardiny Žofie Oettingensko-Oettingenské. Její otec v této době vládl pod poručnictvím své matky Kristýny Šarloty Württemberské. Čtyři roky po svatbě rezignovala na svůj post.
Dne 6. ledna 1729 se provdala za knížete Fridricha Antona Schwarzbursko-Rudolstadtského. Byla jeho druhou manželkou a manželství zůstalo bezdětné.
Zemřela 31. března 1750. Pohřbena byla v knížecí kryptě kostela svatého Ondřeje v Rudolstadtu.